# Кубалек, Антонин
Антонин Кубалек (8 ноября 1935 — 18 января 2011) — чешско-канадский пианист.

## Биография
Кубалек родился в Либковице, район Мост, Чехословакия, учился в Праге у чешского пианиста Франтишека Максиана, закончив консерваторию, продолжил образование на музыкальном факультете Академии искусств, который он не окончил. В 1968 году он эмигрировал в Канаду по политическим причинам (до времен «бархатной революции») и поселился в Торонто. Там, на первых порах, ему помогли рекомендации бывшего директора чешской филармонии Карела Анчерла, работавшего в Торонто шефом симфонического оркестра. Во время своего пребывания в Канаде Кубалек выступал как в сольных, так и камерных и оркестровых концертах.
Артистизм и музыкальность Антонина Кубалека вызвали восхищение у публики и уважение у критиков во всем мире. Он получил многочисленные овации после своего выступления в Рудольфинуме на Фестивале Пражской весны 2002 года. В ноябре 2002 года Кубалек был признан Чешским музыкальным советом и удостоен почетной награды ЮНЕСКО. Его репертуар включал чешскую и канадскую музыку, современные произведения, а также произведения Шопена, Шумана и особенно Брамса, которого он считал одним из выдающихся исполнителей последнего времени.
Кубалек работал на факультетах Королевской консерватории музыки, Университета Торонто, Йоркского университета, Пражской консерватории и Пражской академии исполнительских искусств. Он возглавлял Фонд Мемориала Фреда Гавиллера, организацию из Торонто, чьей миссией было спонсировать дебютные сольные концерты молодых артистов. Кубалек также был председателем Консультативного комитета Общества Капралова в Торонто и участвовал в создании первого канадского документального фильма о Витезславе Капраловой для CBC Radio 2 в 2001 году. В 2003 году он учредил ежегодный фестиваль в Злате-Горах в Чешской Республике, The International Курсы фортепиано Кубалек для юных пианистов. Среди его самых выдающихся учеников того времени были Ричард Поль и Бируте Бизевичуте. Кубалек дважды номинировался на премию «Юнона» в Канаде. Он был номинирован на две награды Juno.
Он умер в Праге после операции по поводу опухоли головного мозга.

## Дискография
Кубалек был самым продаваемым международным исполнителем звукозаписи, на момент его смерти у него было более дюжины компакт-дисков и два десятка наименований пластинок. Его отмеченные наградами компакт-диски на лейбле Dorian Recordings принесли ему славу и признание в таких изданиях, как American Record Guide, Fanfare Magazine, CD Review и Gramophone Magazine.
Гленн Гулд внес уникальный вклад в карьеру канадского музыканта. Единственный набег Гулда на роль продюсера был вдохновлен игрой Кубалека: Вторая соната для фортепиано Эриха Вольфганга Корнгольда стала плодом этого необычного музыкального союза.